# Dasychira aridensis
Dasychira aridensis är en fjärilsart som beskrevs av Barnes och Benjamin 1922. Dasychira aridensis ingår i släktet Dasychira och familjen tofsspinnare. Inga underarter finns listade i Catalogue of Life.